# П'єр Амп
П'єр Амп (фр. Pierre Hamp), літературний псевдонім Анрі Бурійона (фр. Henri Bourillon; 23 квітня 1876 — 19 листопада 1962) — французький письменник, зачинатель так званого «виробничого роману» («Свіжа риба», 1910; «Шампанське», 1910; «Рейки», 1912; «Пісня пісень», 1921; «Льон», 1923 тощо). В основі цих творів —виробничі процеси. Ампа мало цікавлять суспільні проблеми, соціальне й особисте життя людей. У 1940—1944 роках був на боці вішістів.

## Твори
- «Свіжа риба», 1910;
- «Шампанське», 1910;
- «Рейки», 1912;
- «Пісня пісень», 1921;
- «Льон», 1923

### Твори в українському перекладі
- Механік Рожо. Зразковий службиста. X., 1926;
- Люди. X., 1927;
- Шампанське. X., 1928;
- Оповідання. X.—К., 1931.